# Вестхайде
Вестхайде (нем. Westheide) — община в Германии, в земле Саксония-Анхальт, входит в район Бёрде, и подчиняется управлению Эльбе-Хайде.
Население составляет 1725 человек (на 31 декабря 2013 года). Занимает площадь 50,84 км².

## Население
| Год  | Численность | Численность |
| ---- | ----------- | ----------- |
| 2017 | 1707        | [ 1 ]       |
| 2019 | 1711        | [ 4 ]       |
| 2021 | 1711        | [ 5 ]       |
| 2022 | 1718        | [ 6 ]       |
| 2023 | 1710        | [ 2 ]       |

## История
Коммуна была образована 1 января 2010 года после проведённых реформ, и в её состав вошли:
- Борн;
- Нойенхофе;
- Хиллерслебен.

## Галерея

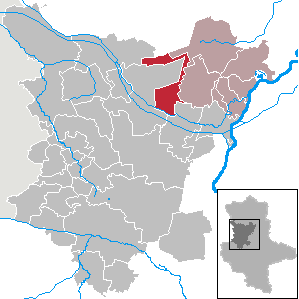
Вестхайде и управление на карте района
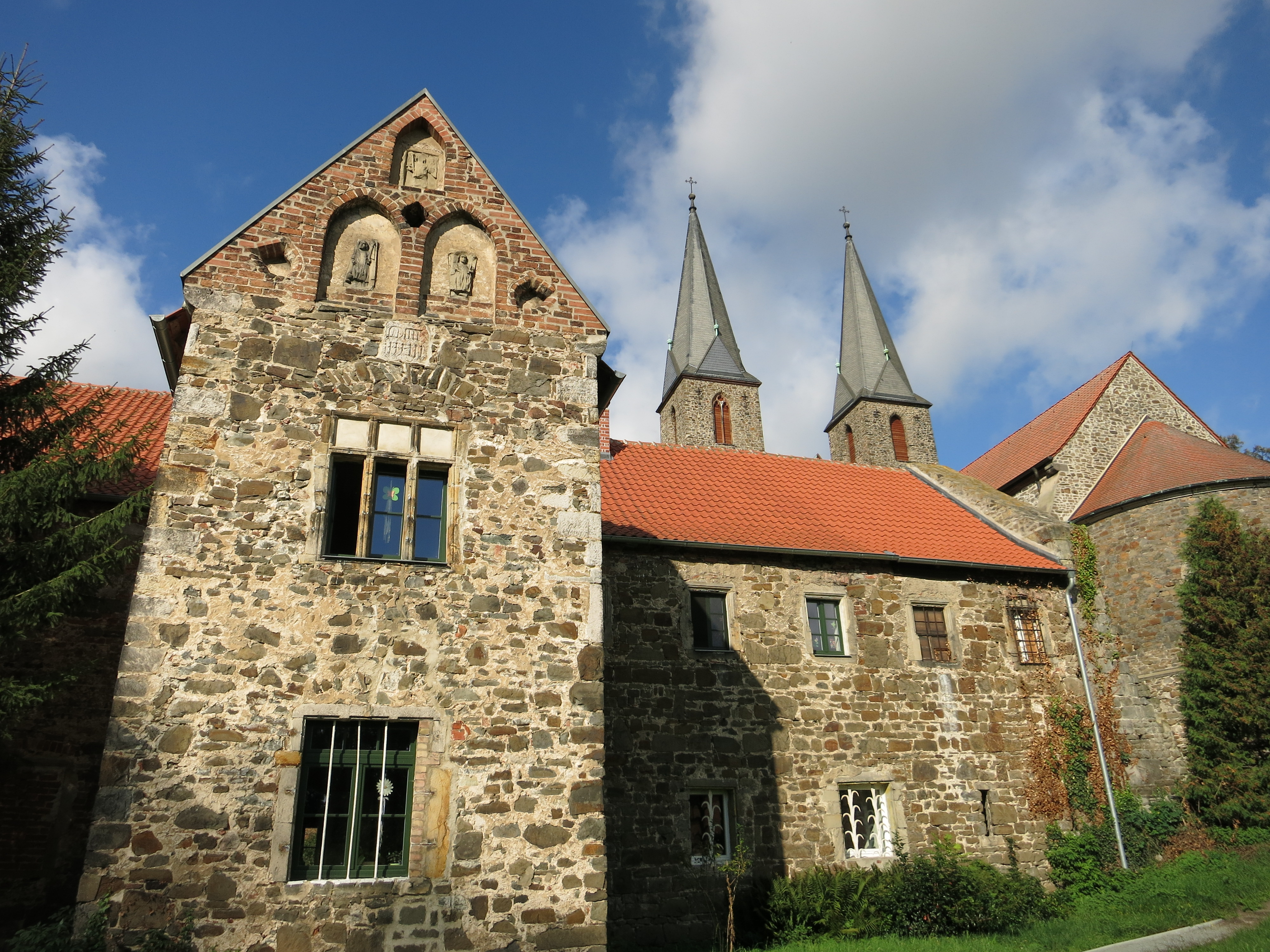
Монастырь Хиллерслебен